# Lindy Ave
Lindy Ave, née le 9 juillet 1998 à Neubrandenbourg (Allemagne), est une sprinteuse et sauteuse en longueur handisport allemande concourant en catégorie T38 pour les athlètes atteintes d'infirmité motrice cérébrale.

## Jeunesse
Née avec une maladie neurologique congénitale qui lui déclenche des spasmes musculaires, elle commence l'athlétisme à l'âge de 6 ans sur conseil de son médecin.

## Carrière
Lindy Ave remporte ses premières médailles aux Jeux paralympiques lors de l'édition de 2020, d'abord avec le bronze sur le 100 m puis l'or sur le 400 m.

## Palmarès
| Date | Compétition           | Lieu           | Place | Épreuve   | Temps/ Marque |
| ---- | --------------------- | -------------- | ----- | --------- | ------------- |
| 2016 | Jeux paralympiques    | Rio de Janeiro | 5e    | 100 m     | 13 s 20       |
| 2016 | Jeux paralympiques    | Rio de Janeiro | 6e    | Longueur  | 4,47 m        |
| 2016 | Jeux paralympiques    | Rio de Janeiro | 4e    | 4 x 100 m | 56 s 04       |
| 2017 | Championnats du monde | Londres        | 2e    | 200 m     | 27 s 02       |
| 2017 | Championnats du monde | Londres        | 3e    | 100 m     | 13 s 16       |
| 2017 | Championnats du monde | Londres        | 4e    | Longueur  | 4,57 m        |
| 2018 | Championnats d'Europe | Berlin         | 1re   | 400 m     | 1 min 04 s 12 |
| 2018 | Championnats d'Europe | Berlin         | 2e    | 100 m     | 13 s 21       |
| 2018 | Championnats d'Europe | Berlin         | 2e    | 200 m     | 27 s 24       |
| 2018 | Championnats d'Europe | Berlin         | 2e    | Longueur  | 4,71 m        |
| 2021 | Championnats d'Europe | Bydgoszcz      | 5e    | 100 m     | 13 s 20       |
| 2021 | Jeux paralympiques    | Tokyo          | 1re   | 400 m     | 1 min 00 s 00 |
| 2021 | Jeux paralympiques    | Tokyo          | 3e    | 100 m     | 12 s 77       |